# Медведєва Євгенія Арманівна
Євгéнія Армáнівна Медвéдєва (рос. Евгения Армановна Медведева; нар. 19 листопада 1999, Москва, Росія) — російська фігуристка, що виступала в жіночому одиночому катанні. Дворазова срібна призерка Зимових Олімпійських ігор 2018: у командних змаганнях та одиночному катанні. Дворазова чемпіонка (2016, 2017) і бронзова призерка (2019) Чемпіонату світу, дворазова чемпіонка (2016, 2017) і срібна призерка (2018) Чемпіонату Європи, дворазова переможниця Фіналів Гран-прі (2015, 2016), срібна призерка Командного кубка світу 2017 року. Дворазова чемпіонка (2016, 2017) і бронзова призерка чемпіонату Росії (2015). Переможниця (2015) і бронзова призерка (2014) Чемпіонату світу серед юніорів. Переможниця (2014) і бронзова призерка (2013) Фіналу Гран-прі серед юніорів.
Майстриня спорту Росії (2013). Майстриня спорту Росії міжнародного класу (2015). Заслужена майстриня спорту Росії (2016). Кавалер ордену Дружби (2018).
Єдина фігуристка в історії, яка змогла виграти усі новіші старти на дорослому рівні два сезони поспіль (сезон 2015—2016; сезон 2016—2017).
За попередньою системою оцінок Медведєва є першою фігуристкою в історії жіночого фігурного катання, яка набрала більше 160 балів в довільній програмі, більше 80 балів у короткій програмі і більше 240 за сумою балів. Володарка історичних світових рекордів в довільній програмі і за сумою балів. Оновлювала світові рекорди в короткій і довільній програмах 4 рази, за сумою балів — 3 рази. Побила світові рекорди Кім Йон А і Мао Асади. Медведєва — перша фігуристка в жіночому одиночному катанні, яка виграла Чемпіонат світу серед дорослих через рік після перемоги на Чемпіонаті світу серед юніорів, і перша фігуристка одиночниця, яка виграла два Чемпіонати світу серед дорослих підряд через рік після персони на Чемпіонаті світу серед юніорів.

## Ранні роки
Батько Медведєвої — Арман Бабасян, вірменський бізнесмен, в минулому художник. Мати — Жанна Дев'ятова — колишня фігуристка, чемпіонка Москви, завершила кар'єру в зв'язку з травмою. Двоюрідна сестра — Карина Бабасян.
У групі Любові Яковлевої Медведєва тренувалася під прізвищем Бабасян, пізніше взяла дошлюбне прізвище бабусі по материнській лінії.
Щоб домогтися високих результатів у спорті, Медведєвій довелося відмовитися від навчання в школі і займатися з педагогами індивідуально.
З 1 вересня 2017 року є студенткою РГУФКСМіТ. З 1 вересня 2021 року є студенткою МГУ.

## Кар'єра
Євгенія займається фігурним катанням з трьох з половиною років. У секцію її привела мама, яка є колишньою фігуристкою. У ранньому віці Медведєва займалася в школі фігурного катання при стадіоні «Юних піонерів». Потім перевелася в ЦСКА, в групу Любові Яковлєвої, а після її відходу — в групу Олени Селіванової. Через сезон, в 2007 році батьки Євгенії прийняли рішення перевести дитину в групу Етері Тутберідзе.

### Серед юніорів

#### Сезон 2013—2014
Медведєва — членкиня збірної команди Росії з 2011 року. У сезоні 2013—2014 Медведєва досягла віку, з якого ISU допускає спортсменів до участі в міжнародних змаганнях серед юніорів. Вона дебютувала на етапі Гран-прі серед юніорів в Латвії, який виграла.
Потім був етап в Польщі, який Євгенія теж виграла. В фіналі Гран-прі серед юніорів, що проходив в Японії, спортсменка завоювала бронзу, поступившись лише своїм співвітчизницям — Марії Сотсковій і Серафимі Саханович.
На Чемпіонаті Росії 2014 року Медведєва посіла сьоме місце серед дорослих та четверте місце серед юніорів. На початку березня 2014 року його стала другою у фіналі дорослого Кубка Росії з фігурного катання, пропустивши вперед Анну Погорілу. На Чемпіонаті світу серед юніорів Євгенія поїхала замість Сотскової, в якої була травма. Медведєва виграла бронзову медаль, поступившись своїм співвітчизницям Олені Радіонової і Серафимі Саханович.

#### Сезон 2014—2015
У сезоні 2014—2015 Женя перемогла на двох етапах юніорського Гран-прі, що забезпечило їй участь у фіналі Гран-прі.
В середині серпня вона впевнено (з особистим рекордом в довільній програмі) перемогла в Куршавелі.
В Фіналі юніорського Гран-прі в Барселоні вона виявилася першою, вигравши обидві програми. На Чемпіонаті Росії 2015 року вона вперше виграла медаль (бронзову), а на першості Росії серед юніорів фінішувала на першому місці, що дозволило їй потрапити на свій другий Чемпіонат світу серед юніорів.
На початку березня в Таллінні вона в складній боротьбі зуміла взяти золоту медаль. При цьому були незначно поліпшені спортивні досягнення у всіх видах.

### Серед дорослих

#### Сезон 2015—2016
У жовтні 2015 року Євгенія почала виступи серед дорослих фігуристів. Вона стартувала на Меморіалі Ондрея Непела і виграла цей старт.
Через три тижні виступала у Мілвокі (США) на етапі Гран-прі Skate America. У складній боротьбі фігуристка зуміла завоювати перше місце. Впевнено перевершила всі свої колишні спортивні досягнення.

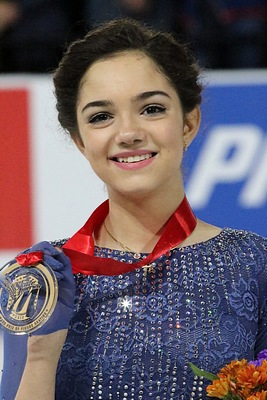
Медведєва на Skate America 2015

На наступному етапі в Росії її виступ був також вдалим. Вона фінішувала другою.
За підсумками виступів на етапах Гран-прі Євгенія вийшла в Фінал Гран-прі в Барселоні, де 11 грудня виграла змагання в короткій програмі, випередивши росіянку Радіонову і японку Мао Асаду. У довільній програмі Євгенія набрала третю суму балів в історії нової системи суддівства (тобто в період з 2003 року), що дозволило їй вперше в кар'єрі перемогти у фіналі Гран-прі. Таким чином, вона поліпшила всі свої досягнення.
На національному чемпіонаті в складній боротьбі вперше завоювала золоту медаль російського чемпіонату.
На Чемпіонаті Європи 2016 посіла перше місце; друге і третє місця також посіли росіянки — Олена Радіонова і Анна Погоріла. Другий рік поспіль весь п'єдестал знову виявився російським.
На Чемпіонаті світу в Бостоні, в довільній програмі, встановила новий світовий рекорд — 150,10. Медведєва стала третьою російської одиночницею після Ірини Слуцької і Єлизавети Туктамишевої, яка виграла всі головні старти сезону: Фінал Гран-прі, Чемпіонат Європи, Чемпіонат світу. Також Медведєва стала першою одиночницею в світі, кому вдалося виграти дорослий чемпіонат світу наступного року після перемоги на юніорському. В інтерв'ю Радіо КП Євгенія Медведєва зізналася, що на 2 тижні взагалі закинула уроки, «щоб вистачило емоційних сил на Чемпіонат світу».
22-24 квітня пройшов Чемпіонат Team Challenge Cup 2016, виступаючи в США за команду Європи, вона поліпшила своє колишнє досягнення в короткій програмі (77,56), а в довільній навіть встановила неофіційний світовий рекорд — 151,55 і за сумою балів за довільну і коротку в цьому турнірі отримала 229,11 бала, що також є неофіційним світовим рекордом (після результату фігуристки Кім Йон А — 228,56 бала).

#### Сезон 2016—2017
Новий передолімпійський сезон 2016—2017 рр. російська фігуристка початку в кінці жовтня, де вона виступала на етапі Гран-прі в Міссіссога, на Кубку федерації Канади посіла перше місце, при цьому поліпшила своє колишнє досягнення в короткій програмі.
В середині листопада фігуристка виступала на етапі Гран-прі в Парижі, де на турнірі Trophée de France фінішувала на першому місці, при цьому були поліпшені спортивні досягнення в короткій програмі.
Це дозволило їй впевнено вийти в Фінал Гран-прі, в Марселі, на якому Євгенія встановила світовий рекорд в короткій програмі за сумою набраних балів. Таким чином, вона стала володаркою рекордів в обох програмах. За підсумками довільної програми Євгенія Медведєва стала дворазовою переможницею фіналів Гран-Прі.
У грудні 2016 року в Челябінську стала дворазовою чемпіонкою Росії. Спортсменка знову показала високий результат, набравши бали краще світових рекордів, встановлених нею ж, але на міжнародному рівні результати національних змагань не враховуються. Також Медведєва виконала каскад з трьох потрійних стрибків, що, за словами спортсменки, дозволило зробити крок вперед.
На Чемпіонаті Європи 2017 Євгенія знову завоювала золоту медаль, ставши дворазовою чемпіонкою Європи. При цьому вона знову побила світовий рекорд (нею ж і встановлений) в довільній програмі, а також встановила новий світовий рекорд за сумою балів у двох програмах (раніше належав кореянці Кім Йон А).
На світовому чемпіонаті в Гельсінкі впевнено перемогла, ставши дворазовою чемпіонкою світу. У короткій програмі набрала 79,01 бала, що не добрав всього 0,2 бала до нею ж встановленого світового рекорду, а в довільній вона набрала небувалі 154,40 бала, на три з гаком бали відразу обновивши світовий рекорд в довільній програмі і за сумою балів. При цьому сприяла завоюванню трьох путівок для своєї країни на Олімпіаду в Південну Корею.
На Командному чемпіонаті світу 2017 в Токіо Євгенією було знову побито всі рекорди за балами, спочатку в короткій програмі (80,85 бала), а потім в довільній (160,46) і за сумою балів 241,31.

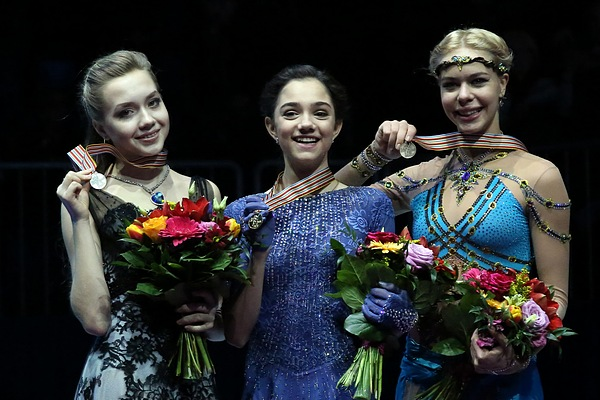
Призерки Чемпіонату Європи 2016 (зліва направо): Олена Радіонова (срібло), Євгенія Медведєва (золото), Анна Погорілая (бронза)

#### Сезон 2017—2018
Новий Олімпійський сезон 2017—2018 фігуристка розпочала у Братиславі, де на Меморіалі Ондрея Непела вона фінішувала із золотою медаллю.
Через три тижні вона виступила в етапі Гран-прі на домашньому етапі, де фігуристка фінішувала переможцем. Ще через три тижні стартувала на японському етапі серії Гран-прі, де фінішувала переможцем. За результатами участі в Гран-прі вона впевнено вийшла у Фінал Гран-прі, однак через травму їй довелося знятися зі змагання.
В Москві, на чемпіонаті Європи 2018 року, посіла друге місце, поступившись Аліні Загітовій.
На Олімпійських іграх в Пхьончхані Євгенія в складі команди Олімпійських спортсменів з Росії завоювала срібну медаль в командних змаганнях. Євгенія успішно відкатала коротку програму і принесла максимальні 10 очок своїй команді. На Олімпійських іграх в індивідуальних змаганнях посіла друге місце і завоювала срібну медаль, видавши два чистих прокату і поступившись в результаті Аліні Загітовій всього 1,3 бала.
|                                       |  |
| Медведєва на Олімпійських іграх-2018. |  |

4 травня 2018 року стало відомо, що Медведєва припинила співпрацю з тренеркою Етері Тутберідзе, в групі якої тренувалася з 2007 року. 7 травня в інтерв'ю вона сказала, що її новим тренером став Брайан Орсер і його помічниця Трейсі Вілсон, а також хореограф Девід Вілсон. При цьому вона продовжує виступати за збірну Росії, залишаючись у школі «Самбо-70». Переїзд у Торонто для початку тренувань відбувся 17 червня.

#### Сезон 2018—2019
Післяолімпійський сезон 2018—2019 Медведєва почала з виступу на канадському турнірі серії «Челленджер» Autumn Classic International, на якому в короткій програмі лідирувала з 70,98 балами, в довільній програмі посіла друге місце з 133,91 балами, В загальному заліку стала другою. У жовтні виступила на канадському етапі Гран-прі, в короткій програмі впала з потрійного фліпа, залишилася без каскада і посіла сьоме місце. Виграла довільну програму з 137,08 балами, в загальному заліку стала третьою. У листопаді виступила на французькому етапі Гран-прі, після короткої програми посіла третє місце, в довільній — п'яте. В загальному заліку стала четвертою. Через результати двох етапів Гран-прі не змогла відібратися у Фінал Гран-прі.
На чемпіонаті Росії, що проходив в Саранську з 19 по 23 грудня, Медведєва вкрай невдало відкатала коротку програму, вперше в кар'єрі залишившись на проміжному 14-му місці; довільну програму вона виконала більш впевнено, посівши в ній 4-е місце, проте підсумкової суми балів (205,09) і 7-го місця за сумою двох програм виявилося недостатнім для відбору на Чемпіонат Європи 2019 року в Мінську, куди Медведєва була заявлена тільки в якості однієї з двох запасних.
У лютому на фіналі Кубка Росії 2019 року завоювала золото, посівши перше місце в короткій програмі і друге в довільній. Медведєва увійшла до основного складу учасників збірної Росії на Чемпіонат світу з 2019 року.
У березні виступила на Чемпіонаті світу 2019 в місті Сайтама, де завоювала бронзову медаль. Після короткої програми Медведєва посідала четверте місце з 74,23 балами. У довільній програмі виступала першою в найсильнішій групі фігуристок, і для виходу в лідери їй було необхідно набирати 149,27 бала. Вона виконала всі елементи чисто, за винятком подвійного акселя в кінці програми, де технічна бригада виявила недокрут, але цього вистачило для набору 149,57 балів, і Євгенія за сумою двох програм на 0,31 бала обійшла японку Ріку Кіхіру, яка перед початком чемпіонату вважалася фавориткою в боротьбі за 1 місце, і на 0,97 бала японку Каорі Сакамото. Випередити Медведєву зуміли тільки що отримала перемогу росіянка Аліна Загітова і казахстанська фігуристка Елізабет Турсинбаева, яка виконала четверний сальхов. Таким чином, Медведєва завоювала свою третю медаль на Чемпіонатах світу (бронзову).

#### Сезон 2019—2020
Медведєва розпочала сезон з Autumn Classic International, де вона посіла друге місце в обох програмах, завоювавши срібну медаль за Рікою Кіхірою. На «Shanghai Trophy» вона змагалася, незважаючи на те, що не повністю одужала від високої температури, яка змусила її пропустити тиждень тренувань перед змаганням. Тим не менш, вона посіла перше місце у короткій програмі та друге у довільній.
Посіла п'яте місце на Skate Canada.
На Кубку «Ростелеком» у Москві Медведєва виграла коротку програму з результатом 76,93 бала. Вона виконала чисту довільну програму і посіла за неї друге місце В загальному заліку вона стала другою, поступившись Олександрі Трусовій.
На Чемпіонаті Росії 2020 під час ранніх тренувань у Медведєвої зламався один з ковзанів. Не знайшовши пару на заміну, вона відкатала коротку програму на зламаному черевику і набрала 71,08 бала, посівши п'яте місце після Альони Косторної, Анни Щербакової, Олександри Трусової та Єлизавети Туктамишевої. Через поламаний черевик Медведєва була вимушена знятися з довільної програми.

#### Сезон 2020—2021
16 вересня 2020 року стало відомо, що Медведєва повертається у групу Етері Тутберідзе.
Євгенія Медведєва була призначена на перший і другий етапи серії Кубку Росії, однак пізніше ФФККР офіційно підтвердила зняття спортсменки. Медведєва була заявлена на етап Гран-прі в Москві, але знялася через те, що відновлювалася після травми. У листопаді 2020 року захворіла на коронавірус. Більшу частину листопада і частину грудня Медведєва одужувала. Вона повернулася до тренувань 8 грудня, але лікарі повідомили їй, що вона не зможе підготуватися за два тижні до Чемпіонату Росії, який відбувся наприкінці грудня, тож Медведєва відмовилася від участі в національних змаганнях.
5 серпня 2021 року повідомила про пропуск олімпійського сезону. У 2021 році не була включена до складу збірної Росії на олімпійський сезон 2021/2022 років.

## Програми
| Сезон     | Коротка програма | Довільна програма | Показові виступи |
| --------- | --- | --- | --- |
| 2021-2022 | Не брала участі у змаганнях | Не брала участі у змаганнях | - Vai Vedrai - Alegría - Jeux d'enfants Музика з шоу «Alegria» Cirque du Soleil René Dupéré. Хореографиня-постановниця Ше-Лінн Бурн - The Chairman's Waltz - Going to School - Sayuri's Theme - Becoming a Geisha з фільму «Мемуари гейші». John Williams. Хореографиня-постановниця Ше-Лінн Бурн |
| 2020—2021 | - Вальс з сюїти «Маскарад» Арам Хачатурян. Хореограф-постановник Джеффрі Баттл | - «Vai Vedrai» - «Alegria» - «Jeux d'enfants» (Музика з шоу «Alegria» Цирку дю Солей). Хореографиня-постановниця Ше-Лінн Бурн | - Echo of Love Анна Герман. Хореографиня-постановниця Етері Тутберідзе - Комета JONY. Хореограф-постановник Ілля Авербух |
| 2019—2020 | - «Exogenesis: Symphony Part 3 (Redemption)» Muse. Хореограф-постановник Ілля Авербух і Джеффрі Баттл | - «The Chairman's Waltz» - «Going to School» - «Sayuri's Theme (iTunes Session)» - «Sayuri's Theme and End Credits» - «Becoming a Geisha» Джон Вільямс, Йо-Йо Ма, Іцхак Перлман (з фільму «Мемуари гейші») Хореографиня-постановниця Ше-Лінн Бурн | - «Idontwannabeyouanymore» Біллі АйлишХореограф-постановник Джоуї Расселл |
| 2018—2019 | - «E lucevan le stelle» Джакомо Пуччіні у виконанні Абрама Костелянца (З опери «Тоска»). Хореограф-постановник Михайло Ге - «Orange Colored Sky» Наталі Коул. Хореограф-постановник Девід Вілсон і Сандра Безик | - «Mumuki» - «Sur Regresso Al Amor» - «Libertango» Астор П'яццолла у виконанні Йо-Йо Ма. Хореограф-постановник Девід Вілсон | - «Experience» Людовіко Ейнауді. Хореографині-постановниці Олена Масленникова і Євгенія Медведєва - «Beautiful Mess» Крістіан Костов. Хореографиня-постановниця Євгенія Медведєва |
| 2017—2018 | - «Ноктюрн № 20» Фредерік Шопен у виконанні Джошуа Белла. Хореограф-постановник Ілля Авербух | - «Overture» - «Dance With Me» - «I Understood Something» - «Too Late» Даріо Маріанеллі (з фільму «Анна Кареніна»). Хореограф-постановник Глейхенгауз - «January Stars» Джордж Уінстон - «Divenire» Людовіко Ейнауді - «The Departure (Lullaby)» Макс Ріхтер - «Dona Nobis Pacem 2» Макс Ріхтер (З телесеріалу «Залишені»). Хореограф-постановник Ілля Авербух | - «Кукушка» Кіно у виконанні Поліни Гагаріної (з фільму «Битва за Севастополь»). Хореографиня-постановниця Етері Тутберідзе - «Роздуми» Музика Жюля Массне у виконанні Володимира Співакова і Сергія Безродного. Хореограф-постановник Ілля Авербух - «Overture» - «Dance With Me» - «I Understood Something» - «Too Late» Даріо Маріанеллі (З фільму «Анна Кареніна»). Хореограф-постановник Данило Глейхенгауз |
| 2016—2017 | - «River Flows in You» Yiruma - «The Winter» Balmorhea. Хореограф-постановник Ілля Авербух | - «Extremely Loud and Incredibly Close» Олександр Деспла (З фільму «Надзвичайно голосно і вкрай близько») - «Piano Lesson with Grandma» Олександр Деспла (З фільму «Надзвичайно голосно і вкрай близько») - «Flying» Ден Каллен. Хореограф-постановник Ілля Авербух                                                                                            | - «Роздуми» Олександр Деспла (з фільму «Надзвичайно голосно и Вкрай близько») - «Vogue» Мадонна. Хореограф-постановник Данило Глейхенгауз - «Moonlight Densetsu» музика з аніме «Сейлор Мун». Хореограф-постановник Данило Глейхенгауз - «Paroles, Paroles» Даліда і Ален Делон - «Moi je joue» Бріджит Бардо. Хореограф-постановник Ілля Авербух                                                                |
| 2015—2016 | - «Мелодії білої ночі» Ісаак Шварц. Хореограф-постановник Олександр Жулин | - «Dance For Me Wallis» Абель Корженевський (З фільму «Ми. Віримо в любов») - «Аллегро» Рене Обрі - «Charms» Абель Корженевський (з фільму «Ми. Віримо в любов»). Хореограф-постановник Ілля Авербух і Ігор Стрелкина | - «Tore My Heart» Oona Garthwaite (музика з фільму «Труп нареченої»). Хореограф-постановник Олексій Железняков - «Rama Lama (Bang Bang)» Рошин Мерфі - «You Raise Me Up» Celtic Women - «Останусь пеплом на губах» Город 312 - «Stayin’ Alive»Bee Gees |
| 2014—2015 | - «Шербурзькі парасольки» Мішель Легран. Хореограф-постановник Олександр Жулин | - «Ein Sommernachtstraum» Ганс Гюнтер Вагенер - Tango Tschak Hugues Le Bars | - «Stayin’ Alive» Bee Gees - «Non, je ne regrette rien»Едіт Піаф |
| 2013—2014 | - «Ballet Russe» Frank Mills | - «Ноктюрн» Енніо Морріконе (з фільму «Каліффі») - «Never Gonna Miss You» (різні виконавці) | - Циганські мелодії |
| 2012—2013 | - «James Bond Theme» Монті Норман і Джон Баррі. Хореографиня-постановниця Етері Тутберідзе | - «На катері» Євгеній Дога - «Грамофон» Євгеній Дога. Хореографиня-постановниця Етері Тутберідзе | |
| 2011—2012 | - «Rich Man's Frug» Сай Коулмен. Хореографиня-постановниця Етері Тутберідзе | - «На катері» Євгеній Дога - «Грамофон» Євгеній Дога. Хореографиня-постановник Етері Тутберідзе | |
| 2010—2011 | - «Limelight» - «Tintine» Чарлі Чаплін (з фільму «Нові часи»). Хореографиня-постановниця Етері Тутберідзе | - «Циганочка» - «Ех раз, ще раз» Народні пісні. Хореографиня-постановниця Етері Тутберідзе | |
| 2009—2010 | - «Соната для фортепіано № 14» - «До Елізи» - «Симфонія № 5» Людвіг ван Бетховен.Хореографиня-постановниця Етері Тутберідзе                                                                                     | - «Memory» з мюзиклу «Кішки» Ендрю Ллойд Веббер. Хореографиня-постановниця Етері Тутберідзе | |

## Спортивні результати

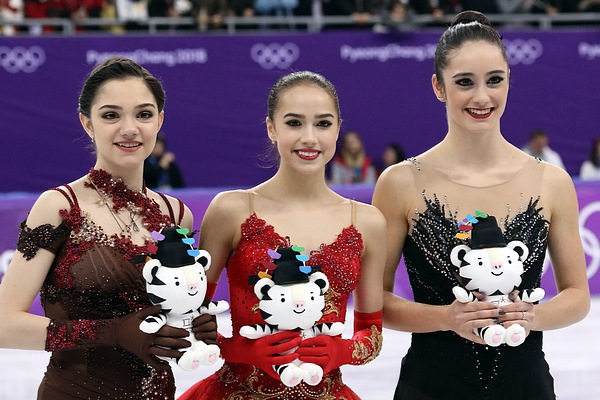
Призерки Олімпійських ігор-2018 в Пхьончхані (зліва направо): Євгенія Медведєва (срібло), Аліна Загітова (золото), Кейтлін Осмонд (бронза)

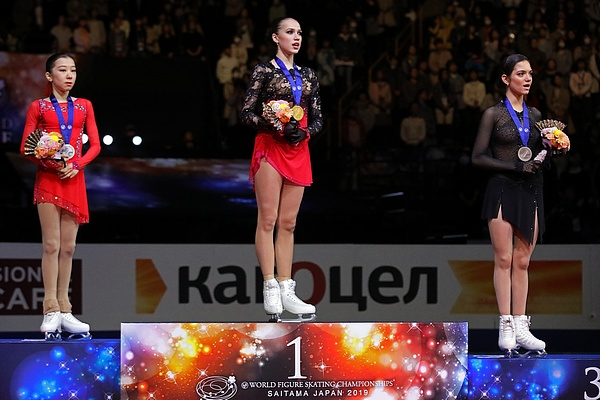
Призерки Чемпіонату світу 2019 (зліва направо): Елізабет Турсинбаєва (срібло), Аліна Загітова (золото), Євгенія Медведєва (бронза)

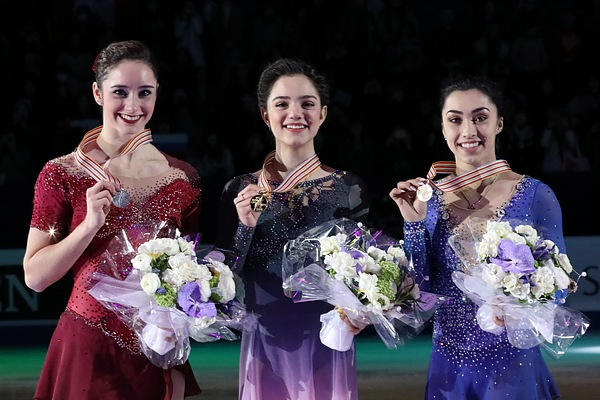
Призерки Чемпіонату світу 2017 (зліва направо): Кейтлін Осмонд (срібло), Євгенія Медведєва (золото), Габрієль Дейлман (бронза)

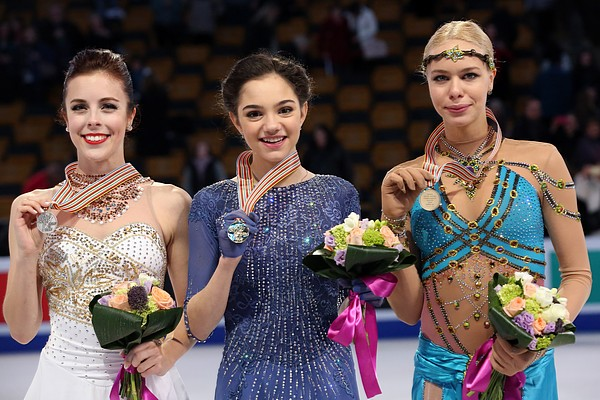
Призерки Чемпіонату світу 2016 (зліва направо): Ешлі Вагнер (срібло), Євгенія Медведєва (золото), Анна Погорілая (бронза)

| Міжнародні змагання                       | Міжнародні змагання | Міжнародні змагання | Міжнародні змагання | Міжнародні змагання | Міжнародні змагання | Міжнародні змагання | Міжнародні змагання | Міжнародні змагання | Міжнародні змагання | Міжнародні змагання |
| Змагання                                  | 10–11               | 11–12               | 12–13               | 13–14               | 14–15               | 15–16               | 16–17               | 17–18               | 18-19               | 19-20               |
| ----------------------------------------- | ------------------- | ------------------- | ------------------- | ------------------- | ------------------- | ------------------- | ------------------- | ------------------- | ------------------- | ------------------- |
| Зимові Олімпійські ігри                   |                     |                     |                     |                     |                     |                     |                     | 2                   |                     |                     |
| Чемпіонати світу                          |                     |                     |                     |                     |                     | 1                   | 1                   |                     | 3                   |                     |
| Чемпіонати Європи                         |                     |                     |                     |                     |                     | 1                   | 1                   | 2                   |                     |                     |
| Фінал Гран-прі                            |                     |                     |                     |                     |                     | 1                   | 1                   |                     |                     |                     |
| Етап Гран-прі: Internationaux de France   |                     |                     |                     |                     |                     |                     | 1                   |                     | 4                   |                     |
| Етап Гран-прі: NHK Trophy                 |                     |                     |                     |                     |                     |                     |                     | 1                   |                     |                     |
| Етап Гран-прі: Cup of Russia              |                     |                     |                     |                     |                     | 2                   |                     | 1                   |                     | 2                   |
| Етап Гран-прі: Skate America              |                     |                     |                     |                     |                     | 1                   |                     |                     |                     |                     |
| Етап Гран-прі: Skate Canada               |                     |                     |                     |                     |                     |                     | 1                   |                     | 3                   | 5                   |
| Челленджери. Autumn Classic International |                     |                     |                     |                     |                     |                     |                     |                     | 2                   | 2                   |
| Меморіал Ондрея Непели                    |                     |                     |                     |                     |                     | 1                   |                     | 1                   |                     |                     |
| Shanghai Trophy                           |                     |                     |                     |                     |                     |                     |                     |                     |                     | 1                   |
| Міжнародні командні                       |                     |                     |                     |                     |                     |                     |                     |                     |                     |                     |
| Зимові Олімпійські ігри 2018              |                     |                     |                     |                     |                     |                     | 2                   |                     |                     |                     |
| Командні чемпіонати світу                 |                     |                     |                     |                     |                     | 2                   |                     |                     |                     |                     |
| Japan Open                                |                     |                     |                     |                     |                     | 2                   | 1                   |                     |                     |                     |
| Team Challenge Cup 2016                   |                     |                     |                     |                     | 2                   |                     |                     |                     |                     |                     |
| Національні                               |                     |                     |                     |                     |                     |                     |                     |                     |                     |                     |
| Чемпіонати Росії                          | 8                   |                     | 7                   | 3                   | 1                   | 1                   |                     | 7                   |                     |                     |
| Першість Росії серед юніорів              | 6                   | 4                   | 4                   | 1                   |                     |                     |                     |                     |                     |                     |
| Фінали Кубку Росії                        | 2 юн.               |                     | 2                   |                     |                     |                     |                     | 1                   |                     |                     |
| Етапи Кубку Росії. I етап                 | 2 юн.               |                     |                     |                     |                     |                     |                     |                     |                     |                     |
| Етапи Кубку Росії. ІІ етап                |                     |                     |                     | 1                   |                     |                     |                     |                     |                     |                     |
| Етапи Кубку Росії. ІІІ етап               | 2 юн.               |                     |                     |                     |                     |                     |                     |                     |                     |                     |
| Етапи Кубку Росії. IV етап                |                     | 4 юн.               |                     | 2                   |                     |                     |                     |                     |                     |                     |
| Етапи Кубку Росії. V етап                 | 2                   | 1 юн.               |                     |                     |                     |                     |                     |                     |                     |                     |
| Міжнародні серед юніорів                  |                     |                     |                     |                     |                     |                     |                     |                     |                     |                     |
| Чемпіонати світу серед юніорів            |                     |                     | 3                   | 1                   |                     |                     |                     |                     |                     |                     |
| Фінали юніорських Гран-прі                |                     |                     | 3                   | 1                   |                     |                     |                     |                     |                     |                     |
| Етапи юніорського Гран-прі. Латвія        |                     |                     | 1                   |                     |                     |                     |                     |                     |                     |                     |
| Етапи юніорського Гран-прі. Польща        |                     |                     | 1                   |                     |                     |                     |                     |                     |                     |                     |
| Етапи юніорського Гран-прі. Франція       |                     |                     |                     | 1                   |                     |                     |                     |                     |                     |                     |
| Етапи юніорського Гран-прі. Чехія         |                     |                     |                     | 1                   |                     |                     |                     |                     |                     |                     |
| Ice Star 2013                             |                     |                     | 1 юн.               |                     |                     |                     |                     |                     |                     |                     |